# Léopold Robin
Pour les articles homonymes, voir Robin.
 (juin 2018).
Si vous disposez d'ouvrages ou d'articles de référence ou si vous connaissez des sites web de qualité traitant du thème abordé ici, merci de compléter l'article en donnant les références utiles à sa vérifiabilité et en les liant à la section « Notes et références ».
Léopold Robin, né le 28 septembre 1877 à Paris 1er et mort en juin 1939 à Moret-sur-Loing, est un graveur français, spécialiste de l'eau-forte. 
Il laissa derrière lui une collection importante de gravures signées L. Robin, représentant pour la plupart des vues de différents lieux de France, Strasbourg, etc.